# New York Jets 1980
La stagione 1980 dei New York Jets è stata la 11ª  della franchigia nella National Football League, la 21ª complessiva.  a squadra era pronosticata per migliorare il record di 8-8 dell’anno precedente e di raggiungere i suoi primi playoff dal 1969 ma terminò con un record di 4–12. Il momento più basso della stagione fu la sconfitta con i New Orleans Saints per 21-20, l’unica vittoria colta dagli avversari in quell'annata.

## Scelte nel Draft 1980
| Scelte dei Jets nel Draft 1980 | Scelte dei Jets nel Draft 1980 | Scelte dei Jets nel Draft 1980 | Scelte dei Jets nel Draft 1980 | Scelte dei Jets nel Draft 1980 |
| Giro                           | Scelta                         | Giocatore                      | Ruolo                          | College                        |
| ------------------------------ | ------------------------------ | ------------------------------ | ------------------------------ | ------------------------------ |
| 1                              | 2                              | Lam Jones                      | WR                             | Texas                          |
| 2                              | 40                             | Darrol Ray                     | DB                             | Oklahoma                       |
| 2                              | 47                             | Ralph Clayton                  | WR                             | Michigan                       |
| 3                              | 69                             | Lance Mehl                     | LB                             | Penn St.                       |
| 4                              | 95                             | Jesse Johnson                  | DB                             | Colorado                       |
| 5                              | 123                            | Jim Zidd                       | LB                             | Kansas                         |
| 6                              | 149                            | George Visger                  | DT                             | Colorado                       |
| 6                              | 152                            | Tom Schremp                    | DE                             | Wisconsin                      |
| 7                              | 178                            | Bobby Batton                   | RB                             | UNLV                           |
| 7                              | 190                            | Bennie Leverett                | RB                             | Bethune-Cookman                |
| 8                              | 205                            | Jeff Dziama                    | LB                             | Boston Col.                    |
| 9                              | 234                            | Joe Peters                     | DT                             | Arizona St.                    |
| 10                             | 260                            | Guy Bingham                    | C                              | Montana                        |
| 11                             | 290                            | James Zachery                  | LB                             | Texas A&M                      |
| 12                             | 317                            | David Dumars                   | DB                             | La-Monroe                      |

## Roster
| Roster dei New York Jets nel 1980 |
| --- |
| Quarterback - 4 Pat Ryan - 14 Richard Todd Running Back - 30 Bobby Batton - 25 Scott Dierking - 21 Clark Gaines FB - 42 Bruce Harper - 24 Kenny Lewis - 33 Kevin Long FB - 44 Tom Newton Wide Receiver - 87 Gerald Carter - 81 Derrick Gaffney - 86 Bobby Jones - 80 Lam Jones - 85 Wesley Walker Tight End - 83 Jerome Barkum - 82 Mickey Shuler Offensive Linemen - 60 Dan Alexander G - 64 Guy Bingham C - 68 Eric Cunningham G - 65 Joe Fields C - 79 Marvin Powell T - 66 Randy Rasmussen G - 61 John Roman G - 70 Stan Waldemore G - 72 Chris Ward T Defensive Linemen - 99 Mark Gastineau DE - 73 Joe Klecko DT - 93 Marty Lyons DE - 92 Wes Roberts DE - 74 Abdul Salaam DT - 71 Bob Winkel DT Linebacker - 54 Stan Blinka - 51 Greg Buttle - 55 Ron Crosby - 53 Mike McKibben - 56 Lance Mehl - 50 John Sullivan Defensive Back - 49 Steve Carpenter - 26 Donald Dykes CB - 45 Jerry Holmes CB - 40 Bobby Jackson CB - 29 Johnny Lynn CB - 39 Saladin Martin CB - 37 Tim Moresco - 28 Darrol Ray FS - 48 Ken Schroy Special Team - 5 Pat Leahy K - 15 Chuck Ramsey P |
| Legenda - I rookie sono in corsivo. - Il primo ruolo è il principale mentre gli eventuali successivi indicano i ruoli secondari. - (IR) sta per Injured Reserve ed indica la lista ristretta per un solo giocatore infortunato che può tornare ad allenarsi dopo la settimana 6 e a rientrare in prima squadra dopo che questa ha giocato 8 partite. - (NF-Inj.) / (NF-Ill.) stanno rispettivamente per Non-Football Injured e Non-Football Illness ed indicano le liste dove viene inserito un giocatore che ha un infortunio o una malattia non dipendente dal football americano. - (PUP) sta per Physically Unable to Perform ed indica la lista dove viene inserito un giocatore mentre è in attesa di recuperare la condizione fisica. Nella stagione regolare dopo la sesta partita giocata dalla propria squadra, il giocatore ha tempo tre settimane per riprendere ad allenarsi, più tre settimane aggiuntive dal suo rientro agli allenamenti per rientrare in prima squadra.                                                                                      |

## Calendario
| Stagione regolare | Stagione regolare       | Stagione regolare | Stagione regolare             |
| Turno             | Avversario              | Risultato         | Stadio                        |
| ----------------- | ----------------------- | ----------------- | ----------------------------- |
| 1                 | Baltimore Colts         | S 14–17           | Shea Stadium                  |
| 2                 | at Buffalo Bills        | S 10–20           | Rich Stadium                  |
| 3                 | San Francisco 49ers     | S 27–37           | Shea Stadium                  |
| 4                 | at Baltimore Colts      | S 21–35           | Memorial Stadium              |
| 5                 | New England Patriots    | S 11–21           | Shea Stadium                  |
| 6                 | at Atlanta Falcons      | V 14–7            | Atlanta–Fulton County Stadium |
| 7                 | Seattle Seahawks        | S 17–27           | Shea Stadium                  |
| 8                 | Miami Dolphins          | V 17–14           | Shea Stadium                  |
| 9                 | at New England Patriots | S 21–34           | Schaefer Stadium              |
| 10                | Buffalo Bills           | S 24–31           | Shea Stadium                  |
| 11                | at Denver Broncos       | S 24–31           | Mile High Stadium             |
| 12                | Houston Oilers          | V 31–28 (dts)     | Shea Stadium                  |
| 13                | at Los Angeles Rams     | S 13–38           | Anaheim Stadium               |
| 14                | at Cleveland Browns     | S 14–17           | Cleveland Municipal Stadium   |
| 15                | New Orleans Saints      | S 20–21           | Shea Stadium                  |
| 16                | at Miami Dolphins       | S 24–17           | Miami Orange Bowl             |

## Classifiche
| AFC East             | AFC East | AFC East | AFC East | AFC East | AFC East | AFC East | AFC East | AFC East | AFC East |
|                      | V        | S        | P        | %        | DIV      | CONF     | PF       | PS       | STR      |
| -------------------- | -------- | -------- | -------- | -------- | -------- | -------- | -------- | -------- | -------- |
| Buffalo Bills(3)     | 11       | 5        | 0        | .688     | 4–4      | 8–4      | 320      | 260      | V1       |
| New England Patriots | 10       | 6        | 0        | .625     | 6–2      | 9–3      | 441      | 325      | V2       |
| Miami Dolphins       | 8        | 8        | 0        | .500     | 3–5      | 4–8      | 266      | 305      | S1       |
| Baltimore Colts      | 7        | 9        | 0        | .438     | 5–3      | 6–8      | 355      | 387      | S3       |
| New York Jets        | 4        | 12       | 0        | .250     | 2–6      | 3–9      | 302      | 395      | V1       |